# Divisão administrativa da República Popular da Polônia
A divisão administrativa da República Popular da Polônia foi objeto de várias reformas. A primeira delas foi relativa à criação da divisão administrativa nos territórios poloneses mais a oeste. A divisão administrativa da República Popular da Polônia foi reformada em: 1946, 1950, 1957 e 1975. A divisão de 1975 manteve-se até a queda do comunismo em 1990 e foi substituída apenas em 1999 pela divisão administrativa mais atual da Polônia.
Depois da Segunda Guerra Mundial, a Polônia perdeu 77.000 km² das regiões orientais (Kresy), ganhando em contrapartida, uma área menor, porém muito mais industrializada, que passou a chamar-se "Territórios recuperados" a leste da linha Oder-Neisse.
A República Popular da Polônia foi dividida em várias voivodias (a unidade polonesa de divisão administrativa). Após a Segunda Guerra Mundial, as novas divisões administrativas foram baseadas no período pré-guerra. As áreas no Leste que não foram anexadas pela União Soviética tinham deixado as suas fronteiras praticamente inalteradas. Os territórios recém adquiridos, a oeste e norte foram organizados nas voivodias de Szczecin, Wrocław, Olsztyn e parcialmente uniu as voivodias de Gdańsk, Katowice e Poznań. Duas cidades receberam a qualidade de voivodia: Varsóvia e Łódź.
Em 1950 foram criadas novas voivodias: Koszalin - anteriormente parte das voivodias de  Szczecin, Opole - anteriormente parte das voivodias de Katowice, e Zielona Góra - anteriormente parte das voivodias de Poznań, Wrocław e Szczecin. Além disso, três outras cidades receberam a qualidade de voivodia: Wrocław, Cracóvia e Poznań.
Em 1973, as voivodias da Polônia foram novamente alteradas. Esta reorganização da divisão administrativa da Polônia foi sobretudo uma conseqüência das leis de reforma dos governos locais de 1973 a 1975.

## Voivodias da Polônia1975-98(49 voivodias)
(a partir de 1989, a Terceira República da Polônia)
Esta reorganização da divisão administrativa da Polônia foi sobretudo uma conseqüência das leis de reforma dos governos locais de 1973-1975. Em lugar dos três níveis da divisão administrativa (voivodia, condado, comuna), uma nova divisão administrativa de dois níveis foi introduzida (49 pequenas voivodias e comunas). As três menores voivodias: Varsóvia, Cracóvia e Łódź tinham uma qualidade especial de voivodia municipal; o presidente da cidade (prefeito) era também governador da voivodia.
| Voivodias da Polônia e cidades separadas 1975-1998 |                            |                      |                 |                  |               |               |
| Sigla                                              | Voivodia                   | Capital              | Área km² (1998) | População (1980) | Nº de cidades | Nº de comunas |
| bp                                                 | Voivodia de Biała Podlaska | Biała Podlaska       | 5348            | 286 400          | 6             | 35            |
| bk                                                 | Voivodia de Białystok      | Białystok            | 10 055          | 641 100          | 17            | 49            |
| bb                                                 | Voivodia de Bielsko-Biała  | Bielsko-Biała        | 3 704           | 829 900          | 18            | 47            |
| by                                                 | Voivodia de Bydgoszcz      | Bydgoszcz            | 10 349          | 1 036 000        | 27            | 55            |
| ch                                                 | Voivodia de Chełm          | Chełm                | 3 865           | 230 900          | 4             | 25            |
| ci                                                 | Voivodia de Ciechanów      | Ciechanów            | 6 362           | 405 400          | 9             | 45            |
| cz                                                 | Voivodia de Częstochowa    | Częstochowa          | 6 182           | 747 900          | 17            | 49            |
| el                                                 | Voivodia de Elbląg         | Elbląg               | 6 103           | 441 500          | 15            | 37            |
| gd                                                 | Voivodia de Gdańsk         | Gdańsk               | 7 394           | 1 333 800        | 19            | 43            |
| go                                                 | Voivodia de Gorzów         | Gorzów Wielkopolski  | 8 484           | 455 400          | 21            | 38            |
| jg                                                 | Voivodia de Jelenia Góra   | Jelenia Góra         | 4 378           | 492 600          | 24            | 28            |
| kl                                                 | Voivodia de Kalisz         | Kalisz               | 6 512           | 668 000          | 20            | 53            |
| ka                                                 | Voivodia de Katowice       | Katowice             | 6 650           | 3 733 900        | 43            | 46            |
| ki                                                 | Voivodia de Kielce         | Kielce               | 9 211           | 1 068 700        | 17            | 69            |
| kn                                                 | Voivodia de Konin          | Konin                | 5 139           | 441 200          | 18            | 43            |
| ko                                                 | Voivodia de Koszalin       | Koszalin             | 8 470           | 462 200          | 17            | 35            |
| kr                                                 | Voivodia da Cracóvia       | Cracóvia             | 3 254           | 1 167 500        | 10            | 38            |
| ks                                                 | Voivodia de Krosno         | Krosno               | 5 702           | 448 200          | 12            | 37            |
| lg                                                 | Voivodia de Legnica        | Legnica              | 4 037           | 458 900          | 11            | 31            |
| le                                                 | Voivodia de Leszno         | Leszno               | 4 254           | 357 600          | 19            | 28            |
| lu                                                 | Voivodia de Lublin         | Lublin               | 6 793           | 935 200          | 16            | 62            |
| lo                                                 | Voivodia de Łomża          | Łomża                | 6 684           | 325 800          | 12            | 39            |
| ld                                                 | Voivodia de Łódź           | Łódź                 | 1523            | 1 127 800        | 8             | 11            |
| ns                                                 | Voivodia de Nowy Sącz      | Nowy Sącz            | 5 576           | 628 800          | 14            | 41            |
| ol                                                 | Voivodia de Olsztyn        | Olsztyn              | 12 327          | 681 400          | 21            | 48            |
| op                                                 | Voivodia de Opole          | Opole                | 8 535           | 975 000          | 29            | 61            |
| os                                                 | Voivodia de Ostrołęka      | Ostrołęka            | 6 498           | 371 400          | 9             | 38            |
| pi                                                 | Voivodia de Piła           | Piła                 | 8 205           | 437 100          | 24            | 35            |
| pt                                                 | Voivodia de Piotrków       | Piotrków Trybunalski | 6 266           | 604 200          | 10            | 51            |
| pl                                                 | Voivodia de Płock          | Płock                | 5 117           | 496 100          | 9             | 44            |
| po                                                 | Voivodia de Poznań         | Poznań               | 8 151           | 1 237 800        | 33            | 57            |
| pr                                                 | Voivodia de Przemyśl       | Przemyśl             | 4 437           | 380 000          | 9             | 35            |
| rs                                                 | Voivodia de Radom          | Radom                | 7 295           | 702 300          | 15            | 61            |
| rz                                                 | Voivodia de Rzeszów        | Rzeszów              | 4 397           | 648 900          | 13            | 41            |
| se                                                 | Voivodia de Siedlce        | Siedlce              | 8 499           | 616 300          | 12            | 66            |
| si                                                 | Voivodia de Sieradz        | Sieradz              | 4 869           | 392 300          | 9             | 40            |
| sk                                                 | Voivodia de Skierniewice   | Skierniewice         | 3 959           | 396 900          | 8             | 36            |
| sl                                                 | Voivodia de Słupsk         | Słupsk               | 7 453           | 369 800          | 11            | 31            |
| su                                                 | Voivodia de Suwałki        | Suwałki              | 10 490          | 422 600          | 14            | 42            |
| sz                                                 | Voivodia de Szczecin       | Szczecin             | 9 981           | 897 900          | 29            | 50            |
| tg                                                 | Voivodia de Tarnobrzeg     | Tarnobrzeg           | 6 283           | 556 300          | 14            | 46            |
| ta                                                 | Voivodia de Tarnów         | Tarnów               | 4 151           | 607 000          | 9             | 41            |
| to                                                 | Voivodia de Toruń          | Toruń                | 5 348           | 610 800          | 13            | 41            |
| wb                                                 | Voivodia de Walbrzych      | Wałbrzych            | 4 168           | 716 100          | 31            | 30            |
| wa                                                 | Voivodia de Varsóvia       | Varsóvia             | 3 788           | 2 319 100        | 27            | 32            |
| wl                                                 | Voivodia de Włocławek      | Włocławek            | 4 402           | 413 400          | 14            | 30            |
| wr                                                 | Voivodia de Wrocław        | Wrocław              | 6 287           | 1 076 200        | 16            | 33            |
| za                                                 | Voivodia de Zamość         | Zamość               | 6 980           | 472 100          | 5             | 47            |
| zg                                                 | Voivodia de Zielona Góra   | Zielona Góra         | 8 868           | 609 200          | 26            | 50            |

## Voivodias da Polônia1945-75(14+2 voivodias, depois 17+5)
República Popular da Polônia
Depois da Segunda Guerra Mundial, a nova divisão administrativa do país foi baseada no período pré-guerra. As áreas no leste, que não tinham sido anexadas pela União Soviética tinham deixado as suas fronteiras praticamente inalteradas. Os territórios recém-adquiridos, a oeste e norte foram organizados nas voivodias de Szczecin, Wrocław e Olsztyn, e parcialmente uniram as voivodias de Gdańsk, Katowice e Poznań. Duas cidades receberam a qualidade de voivodia: Varsóvia e Łódź.
Em 1950 foram criadas novas voivodias: Koszalin - anteriormente parte das voivodias de  Szczecin, Opole - anteriormente parte das voivodias de Katowice, e Zielona Góra - anteriormente parte das voivodias de Poznań, Wrocław e Szczecin. Além disso, três outras cidades receberam a qualidade de voivodia: Wrocław, Cracóvia e Poznań.
| Divisão administrativa da Polônia 1945-1975                        |                  |                 |                 |                  |
| placas de carros (a partir de 1956)                                | Voivodia         | Capital         | Área km² (1965) | População (1965) |
| A                                                                  | białostockie     | Białystok       | 23 136          | 1 160 400        |
| B                                                                  | bydgoskie        | Bydgoszcz       | 20 794          | 1 837 100        |
| G                                                                  | gdańskie         | Gdańsk          | 10 984          | 1 352 800        |
| S                                                                  | katowickie       | Katowice        | 9 518           | 3 524 300        |
| C                                                                  | kieleckie        | Kielce          | 19 498          | 1 899 100        |
| E                                                                  | koszalińskie ¹   | Koszalin        | 17 974          | 755 100          |
| K                                                                  | krakowskie       | Cracóvia        | 15 350          | 2 127 600        |
| F                                                                  | łódzkie          | Łódź            | 17 064          | 1 665 200        |
| L                                                                  | lubelskie        | Lublin          | 24 829          | 1 900 500        |
| O                                                                  | olsztyńskie      | Olsztyn         | 20 994          | 956 600          |
| H                                                                  | opolskie ¹       | Opole           | 9 506           | 1 009 200        |
| P                                                                  | poznańskie       | Poznań          | 26 723          | 2 126 300        |
| R                                                                  | rzeszowskie      | Rzeszów         | 18 658          | 1 692 800        |
| M                                                                  | szczecińskie     | Szczecin        | 12 677          | 847 600          |
| T                                                                  | warszawskie      | Varsóvia        | 29 369          | 2 453 000        |
| X                                                                  | wrocławskie      | Wrocław         | 18 827          | 1 967 000        |
| Z                                                                  | zielonogórskie ¹ | Zielona Góra    | 14 514          | 847 200          |
| placas de carros (a partir de 1956)                                | Cidade separada  | Cidade separada | Área km² (1965) | População (1965) |
| I                                                                  | Łódź             | Łódź            | 214             | 744 100          |
| W                                                                  | Varsóvia         | Varsóvia        | 446             | 1 252 600        |
| ?                                                                  | Cracóvia ²       | Cracóvia ²      | 230             | 520 100          |
| ?                                                                  | Poznań ²         | Poznań ²        | 220             | 438 200          |
| ?                                                                  | Wrocław ²        | Wrocław ²       | 225             | 474 200          |
| ¹ - novas voivodias criadas em 1950; ² - cidades separadas em 1957 |                  |                 |                 |                  |